# Dolina Dłubni

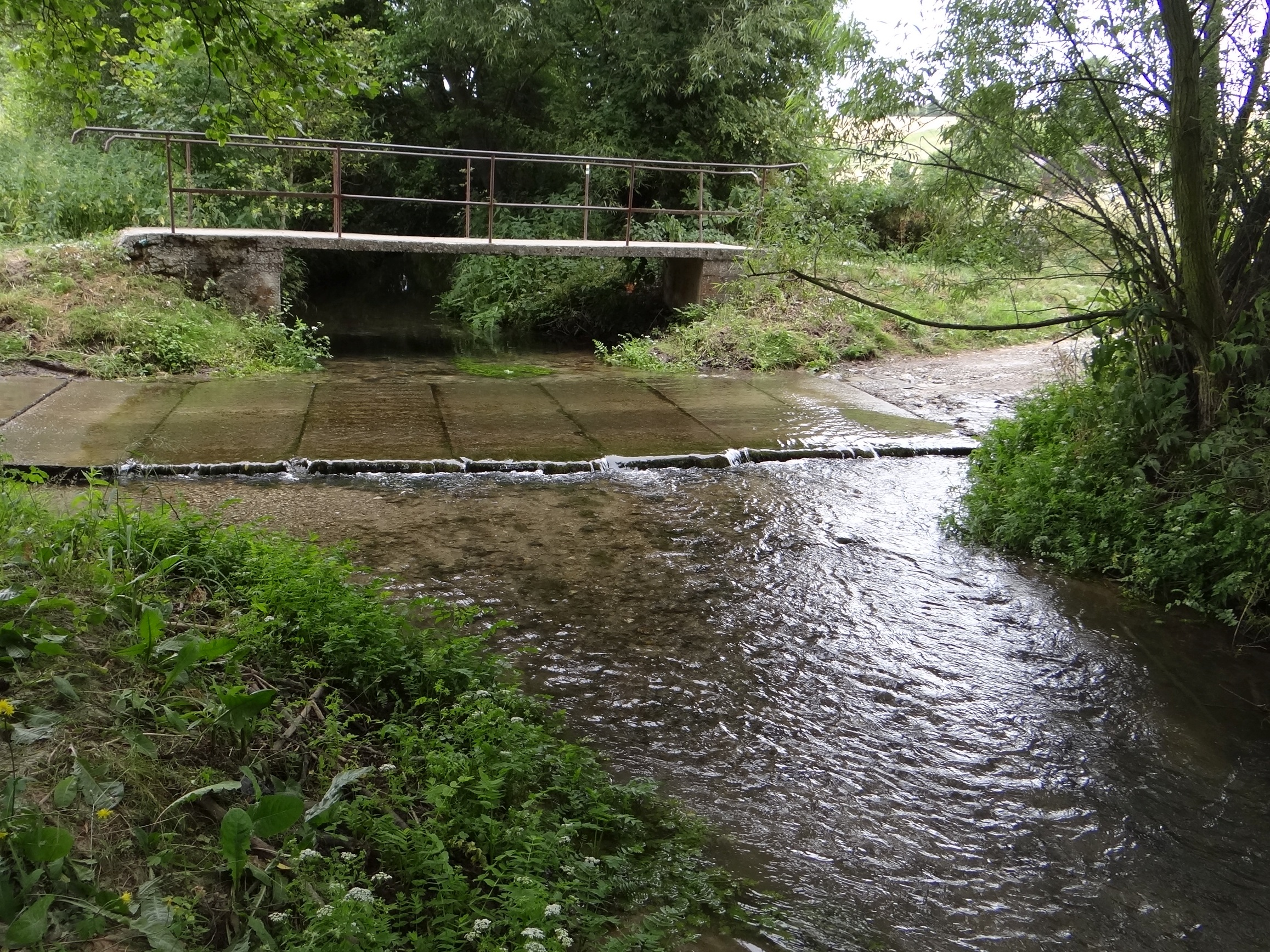
Dolina Dłubni w Imbramowicach

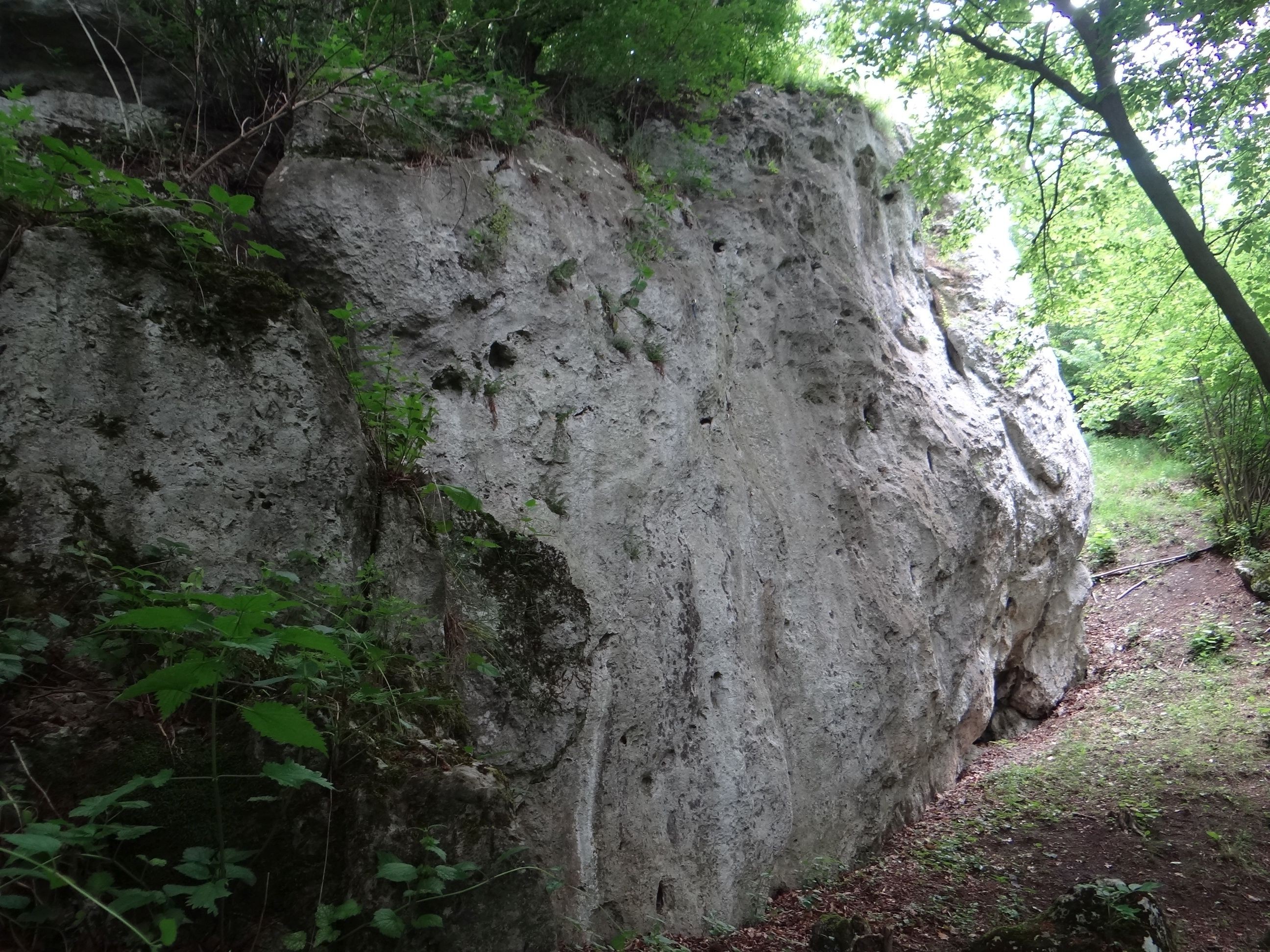
Jedna z wapiennych skał w Dolinie Dłubni

Dolina Dłubni – dolina rzeki Dłubni. Znajduje się na Wyżynie Krakowsko-Częstochowskiej i rozciąga się na długości ponad 40 km od Jangrota poprzez Imbramowice w kierunku południowo-wschodnim po okolice Krakowa, gdzie Dłubnia wpada do Wisły. Najciekawsza jest jej górna część od Glanowa po Imbramowice. Na odcinku tym dolina głęboko wcina się w miękkie margle górnej kredy i twardsze późnojurajskie wapienne skały, na pewnym odcinku tworząc wąwóz. Na jego orograficznie prawych zboczach znajdują się duże wapienne skały. W Imbramowicach jeszcze więcej skał znajduje się w bocznej odnodze Doliny Dłubni – Wąwozie Ostryszni. Są one wykorzystywane do wspinaczki skalnej.
Dawniej Dolina Dłubni była intensywnie użytkowana rolniczo. Obecnie zaprzestano wykorzystywania jej mniej przydatnych rolniczo stromych zboczy i miejsc o kamienistej, jałowej glebie. Obserwuje się stopniowe jej zarastanie lasem i krzaczastymi zaroślami. Wskutek zaprzestania użytkowania rolniczego zmniejszają się cenne przyrodniczo, wielogatunkowe zespoły muraw kserotermicznych na nasłonecznionych (południowych) stokach, zarasta też chaszczami otoczenie skał wapiennych.
Dolina Dłubni znajduje się na obszarze Dlubniańskiego Parku Krajobrazowego. Prowadzą nią dwa szlaki turystyki pieszej oraz szlak rowerowy:
 pieszy Szlak Warowni Jurajskich
 pieszy Szlak Imbramowicki
 rowerowy: „Dolina Dłubni”. Od Krakowa aż po źródła Dłubni w okolicach Jangrota.